# Leonardo Henrique Veloso
Leonardo Henrique Veloso (n. 29 mai 1987, Pedro Leopoldo, Brazilia), cunoscut și sub numele de Léo Veloso, este un jucător de fotbal care evoluează la São Bernardo.

## Titluri
| Sezon   | Club          | Titlu  |
| ------- | ------------- | ------ |
| 2009-10 | CFR 1907 Cluj | Liga I |

## Legături externe
- Soccerway Arhivat în 4 martie 2016, la Wayback Machine.